# 1728
1728 (MDCCXXVIII) var ett skottår som började en torsdag i den gregorianska kalendern och ett skottår som började en måndag i den julianska kalendern.

## Händelser

### Maj
- 25 maj – Ett kungligt dekret utfärdat av Ludvig XV av Frankrike tillåter vin att transporteras på flaskor, vilket blir starten för champagnehusen.

### Oktober
- 20–23 oktober – Köpenhamn drabbas av en brand.[1]

### Okänt datum
- Carl Gustaf Tessin får i uppdrag att inreda Stockholms slott. Tessin kommer, genom sina många utlandsresor, att spela en stor roll för rokokons genombrott i Sverige.
- Amatörfysikern Mårten Triewald, en pionjär inom den moderna experimentalfysiken, håller föreläsningar och demonstrationer i Stockholm.
- Den första ångmaskinen i Sverige, konstruerad av Mårten Triewald, tas i bruk vid Dannemora gruva.
- Den dansk-ryske upptäcktsresanden Vitus Bering korsar Berings sund.

## Födda
- 16 januari – Niccolò Piccinni, italiensk kompositör.
- 12 februari – Étienne-Louis Boullée, fransk arkitekt.
- 21 februari – Peter III av Ryssland, rysk tsar.
- 12 mars – Anton Raphael Mengs, tysk målare och konstteoretiker.
- 22 juni – Anna Jabłonowska, polsk adelskvinna och politiker.
- 3 juli – Robert Adam, Brittisk arkitekt, inredningsarkitekt och möbelformgivare.
- 27 oktober – James Cook, brittisk kapten & upptäckare.
- 25 december – Robert Orme, brittisk historiker.

## Avlidna
- 16 februari – Aurora von Königsmarck, grevinna, älskarinna till August den starke.
- 7 maj – Rosa Venerini, italiensk nunna, helgon.
- Johann Georg Gmelin d.ä., tysk kemist och apotekare.
- Maria Guyomar de Pinha, thailändsk kock.

### Fotnoter
1. ↑  Reiser, Carl Friederich (1858) [1784] (på danska). Historiske Beskrivelsse over den mærkværdige og meget fyrgterlige store Ildebrand 1728 (3. edition). Copenhagen: H.P. Møllers forlag. sid. 5. Arkiverad från originalet den 25 augusti 2005. https://web.archive.org/web/20050825212705/http://www.eremit.dk/ebog/reiser.html. Läst 20 augusti 2006